# Gymnascella devroeyi
Gymnascella devroeyi är en svampart som först beskrevs av G.F. Orr, och fick sitt nu gällande namn av Currah 1985. Gymnascella devroeyi ingår i släktet Gymnascella och familjen Gymnoascaceae.   Inga underarter finns listade i Catalogue of Life.